# Syméon Métaphraste
Pour les articles homonymes, voir Saint Siméon.
Syméon Métaphraste, dit aussi Syméon Magistros ou Syméon le Logothète (Xe siècle), est un homme d'État et historien qui fut l'auteur de la plus importante compilation hagiographique du Moyen Âge byzantin.

## Carrière
Né à Constantinople sous le règne de Léon VI (886-912), Syméon appartient à une de ces grandes familles aristocratiques à qui il revient naturellement de se partager les dignités et les charges de la cour. Michel Psellos nous le présente de plus comme un homme de culture, excellent rhéteur et versé en philosophie.
Il entama une carrière de haut fonctionnaire dans l'entourage de Constantin VII Porphyrogénète (944-959) et la poursuivit sous ses trois successeurs. Sous Romain II (959-963), il est protoasekretis (c'est-à-dire chef de la chancellerie impériale) avec le titre de patrice et, à la mort de l'empereur, il semble faire partie du conseil de régence qui gouverne l'Empire pendant six mois. Il a un rôle plus obscur sous Nicéphore Phocas (963-969). Quelques indices pourtant semblent le montrer impliqué dans l'élaboration des constitutions (novelles) de cet empereur. Après l'assassinat de Nicéphore, il est à nouveau au premier plan avec Jean Tzimiskès. Il a alors le titre de Magistros et dirige l'administration militaire (logothète du stratiotikos) avant de devenir logothète du drome, poste prestigieux qui implique à cette époque les relations avec les ambassadeurs, la circulation et la surveillance des étrangers dans l'Empire, le bon fonctionnement des communications et de la poste impériale…
La fin de sa vie est mal connue. Il semble qu'il soit tombé en disgrâce (probablement à l'avènement de Basile II) et qu'il se soit alors retiré dans un monastère où il serait mort un 28 novembre, peut-être en 987. C'est probablement pendant cette dernière période de sa vie qu'il s'est consacré à ses compositions religieuses.

## Le ménologe métaphrastique
En Orient, un ménologe est une collection de vies de saints, arrangée dans l'ordre du calendrier. Reçu par l'Église, il a un caractère officiel, car c'est sur lui que sont basés les extraits et abrégés qui servent à l'usage liturgique. La compilation de Syméon est la plus importante de ces collections. C'est sa grande œuvre. Il lui doit son surnom (le « Réviseur »), une célébrité qui dure encore dans l'Église orthodoxe et, dès le XIe siècle, d'être compté lui-même parmi les saints.
S'il faut en croire Michel Psellos, au temps de Constantin VII, les anciennes vies de saints n'étaient plus lues, à cause de leur style trop rude, qui faisait rire les fidèles quand il eût fallu les édifier. L'empereur aurait alors demandé à Syméon de refondre et de réécrire l'ensemble de ces vies pour les rendre utilisables dans une société désormais plus raffinée.
En fait, il faut considérer cette révision du répertoire hagiographique dans le cadre général des vastes entreprises encyclopédiques – historiques, juridiques, administratives, grammaticales… - ordonnées par Constantin VII afin de promouvoir des cadres de pensée, des normes et des usages, sinon une « culture officielle » destinée à stabiliser l'Empire.
Syméon est un maître d'œuvre réunissant autour de lui des compétences variées. Il rassemble un grand nombre de manuscrits, fait traduire en grec des vies syriaques et coptes, choisit parmi ces textes ceux qui paraissent les plus convenables et entreprend de les « métaphraser ».
Dans son état final, le ménologe comprend dix volumes, dont huit pour les quatre premiers mois de l'année liturgique (de septembre à décembre) ; les deux autres concernent des saints de février à avril pour l'un, des saints du mois d'août pour l'autre. C'est dire que le travail de révision n'a pas été achevé, interrompu peut-être par la mort de Constantin VII, par celle de Romain II sûrement. Cependant, les travaux de la critique moderne qui s'efforce de dater précisément les divers composants du ménologe donnent à penser que Syméon a continué à y travailler, sans doute jusque vers 980.
Michel Psellos insiste sur le respect porté au document. Syméon aurait « habillé les textes d'un vêtement rajeuni » en prenant soin de ne pas en altérer le fond qui appartient à l'histoire sacrée. La vérité telle que peut l'établir le travail des philologues modernes est sensiblement différente.
La « métaphrase » certes rajeunit la langue, supprime les mots qui passent pour vulgaires ou démodés ; elle s'efforce surtout de donner du style « littéraire » à des écrits qui le plus souvent ne s'en souciaient pas ; cela ne va pas sans contresens et de nombreux détails concrets, parfois des épisodes entiers jugés mal venus disparaissent au profit de développements rhétoriques. Le récit biographique tend à se transformer en éloge.

Mais on sent dans bien des cas que l'enjeu de cette vaste entreprise était de moderniser la figure du saint autant que le style de l'hagiographe ancien.
La critique du ménologe est difficile, tout autant qu'il est difficile de distinguer le travail personnel de Syméon de ce qui revient à la commission sous ses ordres. On y trouve en définitive trois sortes de textes : des textes qui y ont passé tels qu'ils étaient antérieurement ou en n'ayant subi que quelques corrections philologiques peu perceptibles ; de nombreux textes retouchés ou remaniés à des degrés divers ; des textes enfin, concernant souvent des saints récents, entièrement écrits ou réécrits de la main de Syméon. De plus, le succès aidant, on a souvent complété la collection avec des textes qui n'y figuraient pas initialement. En définitive, on admet en général les conclusions des Bollandistes qui, à la suite surtout des travaux du père Delehaye, comptent 148 vies métaphrastiques, plus deux douteuses.
Tel quel, le succès du nouveau ménologe a été considérable : près d'un millier de manuscrits aujourd'hui repérés en témoignent. La tradition des vies anciennes qu'il contient s'interrompt, elles ne sont plus copiées et certaines sont de ce fait perdues. Quant à l'hagiographie ultérieure, l'influence du « style métaphrastique » y est très souvent perceptible, sur le fond autant que dans la forme.
Il convient enfin de rappeler que ce Xe siècle qui voit la diffusion du ménologe métaphrastique est aussi celui qui voit une profonde transformation de l'icône et probablement aussi de l'hymnodie. Il est vrai qu'à Byzance, ces trois éléments – hagiographie, iconographie, hymnographie  – sont bien plus étroitement liés qu'en Occident, mais on peut aussi penser que la volonté impériale s'est fait sentir dans toutes les expressions d'une Église à nouveau florissante après les convulsions de la crise iconoclaste.

## LaChroniqueet autres écrits
L'identification de Syméon Métaphraste avec Syméon le Logothète, donné traditionnellement comme auteur d'une chronique, a été défendue avec de bons arguments dès la fin du XIXe siècle par Albert Ehrhard. Elle fut longtemps admise par tous les byzantinistes, notamment à la suite des travaux de Treadgold qui lui reconnaissait une grande valeur historique, mais remise en question dans les années 1970-1990
Il en existe plusieurs versions retouchées par divers réviseurs et il s'y mêle de plus les continuations d'un pseudo-Syméon Magister (qui n'est peut-être qu'un avatar supplémentaire de Métaphraste).
Le texte a fait l'objet d'une édition critique récente (voir la bibliographie).
Syméon a également laissé quelques lettres, un poème sur la mort de Constantin VII et un certain nombre de pièces religieuses, hymnes et prières qui sont toujours utilisées dans la liturgie orthodoxe. Un abrégé de canons ecclésiastiques, des extraits de Basile et de Macaire, sont peut-être des vestiges d'un projet plus ample.

#### Sources primaires
Symeonis Magistri et Logothetae chronicon', éd. Stéphanus Wahlgren, CFHB 44/1, Walter de Gruyter 2006

#### Sources secondaires
- Bibliotheca hagiographica graeca... (3e édit., par François Halkin), Bruxelles : Société des Bollandistes, 1957, Tome III, pp. 263–264 – (donne la liste des Vies métaphrastiques)
- Gouillard, J., Syméon Métaphraste, in : Dictionnaire de Théologie catholique, XIV/2, 1941 – (donne une liste de ses poèmes)
- Migne, J. P., Patrologia Graeca, tomes 114-116 – (texte grec et trad. latine des vies, contient également l'Encomium de Psellos et un office en l'honneur de S.M)
- Theophanes continuatus, Joannes Cameniata, Symeon Magister, Georgius Monachus... ex recognitione Immanuelis Bekkeri, Bonn, 1838 (= Corpus scriptorum historiae byzantinae)- (contient la chronique de S. M., texte grec et trad. latine).
- Michel Psellos, Scripta minora... Tome 1 (édit. E. Kurtz et F. Drexl), Milan, 1936 – (Contient L'Éloge de S. M., notre source principale. En grec, mais seule édition utilisable).
- Delehaye, H., Le Ménologe de Métaphraste, in: Analecta Bollandiana, 17, 1898, 448-452 (et nombreux autres articles du même auteur)
- (de) Ehrhard, A., Die Legendensammlung des Symeon Metaphrastes und ihr ursprunglicher Bestand, in : Festschrift zum elfhundert jahrigen Jubilaum des deutschen Campo-Santo in Rom. Freiburg 1897, pp. 46–82 (Fondamental, ainsi que d'autres articles du même auteur)
- (en) Treadgold, Warren T., The Chronological Accuracy of the Chronicle of Symeon the Logothete for the Years 813-845, in :  Dumbarton Oaks Papers 33, 1979, pp. 157–97
- Congourdeau, M.-H., Syméon Métaphraste, in : Dictionnaire de Spiritualité, tome 14 (= fasc. 95), Paris, 1990 – (la meilleure synthèse actuelle)
- (de) Georgios Makris, « Symeon Metaphrastes », dans Biographisch-Bibliographisches Kirchenlexikon (BBKL), vol. 11, Herzberg, 1996 (ISBN 3-88309-064-6, lire en ligne), colonnes 350-351 (court article fourmillant d'erreurs, mais bonne bibliographie)
- Detoraki, Marina, La Métaphrase du Martyre de S. Aréthas (BHG 166y). Entre les Actes anciens (BHG 166) et Syméon Métaphraste (BHG 167). in : Analecta Bollandiana, 120/1, juin 2002